# Anders Rosensten
Anders Rosensten, född 16 januari 1687 i Lund, död 14 februari 1740, var en svensk militär. Han var av borgerskapet i Halmstad utsedd till stadens stadsmajor. 1739 invaldes han som ledamot av Kungliga Vetenskapsakademien.